# Liste der Bikeparks in Österreich
Diese Liste umfasst sämtliche Bikeparks in Österreich mit Aufstiegshilfe (Schlepplift, Seilbahn, Sessellift, Shuttlebus). Die Bikeparks sind nach Bundesländern geordnet.

## Burgenland
| Name              | Aufstiegshilfe | Ort      | Bezirk        |
| ----------------- | -------------- | -------- | ------------- |
| Burgenland Trails | Shuttlebus     | Rechnitz | Bzk. Oberwart |

## Kärnten
| Name                | Aufstiegshilfe | Ort                   | Bezirk                  |
| ------------------- | -------------- | --------------------- | ----------------------- |
| Bikepark Koralpe    | Sessellift     | Wolfsberg             | Bzk. Wolfsberg          |
| Bikepark Weissensee | Sessellift     | Weissensee            | Bzk. Spital an der Drau |
| Bikepark Nassfeld   | Sessellift     | Nassfeld              | Bzk. Hermagor           |
| MTB Zone Petzen     | Seilbahn       | Feistritz ob Bleiburg | Bzk. Völkermarkt        |

## Niederösterreich
| Name                | Aufstiegshilfe             | Ort                     | Bezirk           |
| ------------------- | -------------------------- | ----------------------- | ---------------- |
| Bikepark Königsberg | Seilbahn                   | Hollenstein an der Ybbs | Bzk. Amstetten   |
| Bikepark Zauberberg | Seilbahn                   | Semmering               | Bzk. Neunkirchen |
| Wexl Trails         | Schlepplift u. Shuttle Bus | St. Corona am Wechsel   | Bzk. Neunkirchen |

## Oberösterreich
Die Pyhrn-Priel Trailogie umfasst folgende Bikeparks/Trails
| Name                   | Aufstiegshilfe | Ort             | Bezirk                     |
| ---------------------- | -------------- | --------------- | -------------------------- |
| Bikepark Wurbauerkogel | Sessellift     | Windischgarsten | Bzk.Kirchdorf an der Krems |
| Feuerkogel Downhill    | Seilbahn       | Ebensee         | Bzk.Kirchdorf an der Krems |
| Singletrail Wurzeralm  | Seilbahn       | Spital am Phyrn | Bzk.Kirchdorf an der Krems |

## Salzburg
| Name                            | Aufstiegshilfe | Ort                                      | Bezirk                    |
| ------------------------------- | -------------- | ---------------------------------------- | ------------------------- |
| Bikecircus Saalbach-Hinterglemm | Seilbahn       | Saalbach-Hinterglemm-Leogang-Fieberbrunn | Bzk. Zell am See          |
| Bikepark Hochkönig              | Seilbahn       | Dieten                                   | Bzk. Zell am See          |
| Bikepark Leogang                | Seilbahn       | Leogang                                  | Bzk. Zell am See          |
| Bikepark Wagrain                | Seilbahn       | Wagrain                                  | Bzk. St. Johann im Pongau |
| Freeride Kitzsteinhorn          | Seilbahn       | Kaprun                                   | Bzk. Zell am See          |

## Steiermark
| Name                | Aufstiegshilfe | Ort           | Bezirk                  |
| ------------------- | -------------- | ------------- | ----------------------- |
| Bikepark Aflenz     | Seilbahn       | Aflenz        | Bzk. Bruck-Mürzzuschlag |
| Bikepark Schladming | Seilbahn       | Schladming    | Bzk. Liezen             |
| Reiteralm Trails    | Seilbahn       | Pichl         | Bzk. Liezen             |
| Schökl Trail Area   | Seilbahn       | St. Radegrund | Bzk. Graz-Land          |

## Tirol
| Name                        | Aufstiegshilfe         | Ort                   | Bezirk              |
| --------------------------- | ---------------------- | --------------------- | ------------------- |
| 3 Länder Enduro Trails      | Seilbahn u. Sessellift | Nauders               | Bzk. Landeck        |
| Bikepark Innsbruck          | Seilbahn               | Mutters               | Bzk. Innsbruck-Land |
| Bikepark Kirchberg-Gaisberg | Sessellift             | Kirchberg in Tirol    | Bzk. Kitzbühel      |
| Bikepark Leermoos           | Seilbahn u. Sessellift | Reutte                | Bzk. Reutte         |
| Bikepark Serfaus-Fiss-Ladis | Seilbahn               | Fiss                  | Bzk. Landeck        |
| Bikepark Tirol              | Seilbahn               | Steinach am Brenner   | Bzk. Innsbruck-Land |
| Bike Republic Sölden        | Seilbahn u. Sessellift | Sölden                | Bzk. Imst           |
| Elfer Lifte Neustift        | Seilbahn               | Neustift im Stubaital | Bzk. Innsbruck-Land |
| Nordkette Singletrails      | Seilbahn               | Innsbruck             | Bzk. Innsbruck      |
| Harbischl Singletrail       | Seilbahn               | St. Johann in Tirol   | Bzk. Kitzbühel      |

### Osttirol (Tirol)
| Name                          | Aufstiegshilfe         | Ort                  | Bezirk     |
| ----------------------------- | ---------------------- | -------------------- | ---------- |
| Bikepark Kals am Großglockner | Seilbahn               | Kals am Großglockner | Bzk. Lienz |
| Bikepark Lienz                | Seilbahn u. Sessellift | Lienz                | Bzk. Lienz |

## Vorarlberg
| Name                    | Aufstiegshilfe | Ort        | Bezirk       |
| ----------------------- | -------------- | ---------- | ------------ |
| Bikepark Brandtnertal   | Sessellift     | Bürserberg | Bzk. Bludenz |
| Singletrail Muttersberg | Seilbahn       | Bludenz    | Bzk. Bludenz |

## Wien
| Name                     | Aufstiegshilfe | Ort  | Bezirk |
| ------------------------ | -------------- | ---- | ------ |
| Bikepark Hohe-Wand-Wiese | Schlepplift    | Wien |        |